# L'onore e il rispetto
L'onore e il rispetto è una serie televisiva italiana trasmessa su Canale 5 dal 5 settembre 2006 al 19 maggio 2017.

## Trama

### Prima stagione
Mascalucia, Sicilia 1956: Ersilia Romeo è una donna moderna e sognatrice che desidera una vita diversa e lontana dalla Sicilia in cui vive. Alla morte del suocero Rocco convince il marito, Pasquale Fortebracci a vendere l'eredità del defunto patriarca e a lasciare la Sicilia per cominciare una nuova vita al nord con i suoi due figli Tonio e Santi, con la speranza di arricchirsi. A Torino, Nino Vitale, cugino di Ersilia, procura assieme a Giuseppe Bastianelli, detto Pippo 'o Calabrese, rispettato e potente signore del quartiere, un'abitazione e un negozio per Pasquale. Al fine di comperare la merce per il negozio, Pasquale s'indebita con il boss Don Pippo, e quest'ultimo con l'aiuto del boss mafioso Don Rosario Liberati fa rapinare il negozio prima dell'apertura. Pasquale è ora sul lastrico e sconfortato si suicida. Ersilia dopo il lutto che colpisce improvvisamente la sua famiglia impazzisce e viene internata in un manicomio, dal quale evade una notte; mentre vaga in stato di shock per le strade di Torino viene investita da un camion e muore. Tonio seduce l'innocente figlia di Pippo 'o Calabrese, la dolce Melina Bastianelli, mettendola incinta. Il padre, per la vergogna, la caccia di casa, e successivamente viene ucciso simulando un suicidio. Santi, invece, coltiva ideali diversi e diventa magistrato. Aderisce al Pool Antimafia di Torino e si prepara a combattere la mafia e quindi anche suo fratello Tonio.

### Seconda stagione
Sirenuse, Sicilia 1969: Rosangela Rocca, vedova di Don Calogero Rocca, prende in mano le redini della famiglia. La donna medita vendetta verso il giudice Santi Fortebracci che ha osato sfidare Cosa nostra ed ha ucciso suo marito. In Sicilia si fanno avanti nuovi astri nascenti nella mafia, a cominciare da Rodolfo Di Venanzio (nipote di Fred Di Venanzio che si trova al vertice della cupola) che punta sul nuovo business: lo spaccio di droga. Tonio è sopravvissuto alla strage della cava e dopo essersi ristabilito fugge in Svizzera alla ricerca di sua moglie Olga. Il destino però si abbatte nuovamente su di lui e la vendetta è il suo unico obiettivo. Olga rimane coinvolta in un incidente morendo sul colpo per colpa del suo ex fidanzato coinvolto con Costra Nostra. Rodolfo, senza l'autorizzazione dei capi organizza un attentato dove muoiono Santi e il figlioletto di Tonio Nicolas. Dopo aver creduto che ad averli uccisi sia stato Rodolfo stesso, scopre che l'esecutore materiale è suo fratello minore Fortunato, dunque prova a sparargli ma viene preceduto e dunque portato via dall'ambulanza. Antonia, la figlia di Melina, scopre che Tonio è il suo vero padre, e Melina nega tutto.

### Terza stagione
Sirenuse, Sicilia 1969. Dopo la sparatoria con Fortunato, Tonio, resta in coma per quasi due mesi. Dopo il suo risveglio, con l'aiuto del sostituto procuratore Francesca De Santis , ritrova sua cognata Melina, la figlia Antonia e il nipote Salvatore. Tonio accetta di collaborare, ma ancora una volta la Mafia distrugge la parvenza di serenità che aveva trovato. Carmela Di Venanzio rimasta incinta di Tonio, lascia la Sicilia ritenendolo l'assassino di suo fratello Fortunato. L'uomo è invece stato assassinato da Concetta De Nicola, detta la Tripolina, prostituta al soldo della Cupola mafiosa che è disposta a tutto pur di vendicare la morte della figlia Venere, uccisa da lui stesso con l'aiuto dei figli dei padrini della mafia.

### Quarta stagione
New York, 1970. Tonio Fortebracci si salva dalla trappola tesagli da Carmela Di Venanzio e Tom Di Maggio grazie all'intervento di Jennifer O'Neil. Fortebracci, rientrando in Sicilia, viene arrestato per mafia dal commissario Rolla grazie alla testimonianza di Paride De Nicola. Nel frattempo a Sirenuse si fanno strada nuove famiglie mafiose, i Giordano capitanati da Dante, che opprime la moglie Maria Pia e i Salice, il cui capo famiglia è Enzo, un maniaco che si approffita della figlia Andra e maltratta la moglie Fania. Tonio deve fare i conti, per salvare sua figlia, oltre che con Carmela anche con queste nuove famiglie desiderose di diventare le nuove famiglie di Cosa Nostra e con la giustizia che lo vuole in carcere per mafia. La stagione si è conclusa con una sparatoria dove è stata uccisa Carmela insieme a sua zia Maria.

### Quinta stagione
Sirenuse, Sicilia 1972. Due anni dopo lo sterminio della sua famiglia Tonio è prigioniero di un contadino al soldo di Ettore De Nicola. A seguito dell'assalto alla villa in Svizzera, Tonio ha subito le torture di De Nicola e Trapanese che avevano come unico scopo quello di recuperare il tesoro perduto della mafia. Quando il contadino viene arrestato, la polizia scopre che Tonio è vivo. Proprio Daria Bertolaso, divenuta ispettore capo di polizia, comincia le ricerche dell'uomo che ha conosciuto dopo l'incontro con il commissario Renè Rolla, il suo defunto fidanzato, assassinato da Ettore De Nicola. Al suo fianco c'è un nuovo magistrato, il dottor Nicola Maino, con il quale Daria ha avuto una relazione. Tonio, privo di memoria e in fuga, viene soccorso da Michela, affascinante e giovane donna che vive nelle campagne di Sirenuse. Nel frattempo Trapanese, ormai capo della mafia, si prepara a dare in sposa la nipote Rosalinda al giovane Felice Minniti, nipote di Adriana, potente contessa siciliana collusa con la mafia. Rosalinda ben presto mostra un carattere deciso e determinato: rifiuta il matrimonio con il conte Minniti e dà inizio ad una storia amorosa con Ettore De Nicola. Mentre Tonio, aiutato da Daria, recupera la memoria e si prepara a vendicarsi; in Svizzera i figli Antonia e Jonathan, credendo morto il padre, vivono con una falsa identità assieme al fedele amico di Tonio, Ricky Milazzo. Colui che coordina le attività mafiose è ora il ministro Luigi Cusano in combutta con la contessa Minniti, Trapanese e il sindaco della città. Rosalinda e Ettore sono pronti a diventare i vertici della cupola, ma non hanno fatto i conti con Tonio che vuole la testa di Cusano. Fortebracci sulla sua strada incontra Chantal, moglie affascinante e intelligente del ministro, e Giada, giovane figlia della coppia affetta da problemi di tossicodipendenza.

## Episodi
| Stagione         | Episodi | Prima TV |
| ---------------- | ------- | -------- |
| Prima stagione   | 6       | 2006     |
| Seconda stagione | 6       | 2009     |
| Terza stagione   | 6       | 2012     |
| Quarta stagione  | 6       | 2015     |
| Quinta stagione  | 8       | 2017     |

## Personaggi e interpreti
- Antonio "Tonio" Fortebracci (stagioni 1-5), interpretato da Gabriel Garko.
- Olga Miglio in Fortebracci (stagioni 1-2), interpretata da Serena Autieri.
- Nella (stagione 1), interpretata da Manuela Arcuri.
- Ersilia Romeo/Contegno in Fortebracci (stagione 1), interpretata da Virna Lisi.
- Pasquale Fortebracci (stagione 1), interpretato da Gerardo Amato.
- Don Giuseppe Bastianelli detto Pippo 'o Calabrese (stagione 1), interpretato da Giancarlo Giannini.
- Santi Fortebracci (stagioni 1-2), interpretato da Giuseppe Zeno.
- Melina Bastianelli in Fortebracci (stagioni 1-3), interpretata da Cosima Coppola.
- Don Rosario Liberati (stagioni 1-2), interpretato da Luigi Maria Burruano.
- Commissario Cantavalle (stagioni 1-2), interpretato da Manfredi Aliquò.
- Michele Rapaci detto Micky (stagione 1), interpretato da Renato Marotta.
- Riccardo Milazzo detto Ricky (stagioni 1-5), interpretato da Cristiano Pasca.
- Don Calogero Rocca (stagione 1), interpretato da Pino Caruso
- Antonia Fortebracci (stagioni 1-5), interpretata da Carolina Vinci (stagione 1) e da Beatrice Galati (stagioni 2-5).
- Donna Rosangela, ved. Rocca (stagione 2), interpretata da Ángela Molina e doppiata da Angiola Baggi.
- Rodolfo Di Venanzio (stagione 2), interpretato da Vincent Spano e doppiato da Paolo Macedonio.
- Fortunato Di Venanzio (stagioni 2-3) interpretato da Gabriele Rossi.
- Don Fred Di Venanzio (stagione 2), interpretato da Ben Gazzara e doppiato da Nino Prester.
- Carmela Di Venanzio, ved. Fidemi, Di Maggio e Li Causi (stagioni 2-4) interpretata da Laura Torrisi.
- Beniamino (stagione 2), interpretato da Paul Sorvino e doppiato da Michele Gammino.
- Alma Vinci (stagione 2), interpretata da Valeria Milillo.
- Assunta Rocca (stagione 2), interpretata da Elena Russo.
- Dario Di Venanzio nato Rocca (stagione 2), interpretato da Sergio Arcuri.
- Giudice Francesca De Santis (stagioni 2-3), interpretata da Alessandra Martines.
- Procuratore Egidio Trapanese (stagioni 2-5), interpretato da Gilberto Idonea.
- Concetta De Nicola, detta Tripolina (stagione 3), interpretata da Giuliana De Sio.
- Ettore De Nicola (stagione 3-5), interpretato da Valerio Morigi.
- Giasone De Nicola (stagione 3), interpretato da Giulio Forges Davanzati.
- Paride De Nicola (stagione 3), interpretato da Federico Maria Galante.
- Erminia (stagione 3), interpretata da Viola Velasco.
- Don Gaetano "Tano" Mancuso (stagione 3), interpretato da Mario Cordova.
- Barone Everaldo De Nisi (stagione 3), interpretato da Ray Lovelock.
- Fabiola De Nisi (stagione 3), interpretata da Martina Pinto.
- Angelica De Nisi in Fortebracci (stagione 3), interpretata da Lydia Giordano.
- Don Saro Ferlito detto 'u Burattinaio (stagione 3), interpretato da Toni Bertorelli.
- Tom Di Maggio (stagioni 3-4), interpretato da Eric Roberts e doppiato da Luca Ward.
- Lee Di Maggio (stagioni 3-4), interpretato da Christopher Leoni.
- Commissario Renè Rolla (stagioni 3-4), interpretato da Francesco Testi.
- Jennifer O'Neill (stagioni 3-4), interpretata da Giulia Rebel e doppiata da Emanuela Rossi (stagione 3) e da Stella Musy (stagione 4).
- Vincenzo Salice (stagione 4), interpretato da Ennio Coltorti.
- Fania Salice (stagione 4), interpretata da Barbara De Rossi.
- Dante Giordano (stagione 4), interpretato da Massimo Venturiello.
- Maria Pia, ved. Giordano (stagione 4), interpretata da Lina Sastri.
- Michael O'Keefe (stagione 4), interpretato da Stefano Dionisi.
- Don Pasquale "Lino" Li Causi (stagione 4), interpretato da Burt Young e doppiato da Vittorio Di Prima .
- Ispettrice Daria Bertolaso (stagioni 4-5), interpretata da Dar'ja Bajkalova e doppiata da Emanuela Rossi.
- Rosalinda Scianna (stagione 5), interpretata da Giulia Petrungaro.
- Contessa Adriana, ved. Minniti (stagione 5), interpretata da Lisa Gastoni.
- Ministro Luigi Cusano (stagione 5), interpretato da Mattia Sbragia.
- Chantal Le Fleur in Cusano (stagione 5), interpretata da Bo Derek e doppiata da Maria Pia Di Meo.
- Giada Cusano (stagione 5), interpretata da Olga Shutieva e doppiata da Benedetta Degli Innocenti.
- Commissario Silvio Rocchi (stagione 5), interpretato da Toni Garrani.
- Procuratore Nicola Maino (stagione 5), interpretato da Bruno Eyron e doppiato da Roberto Pedicini.

## Colonna sonora
I brani musicali della serie sono tutti composti da Savio Riccardi.

### L'onore e il rispetto
- Onore e rispetto
- Don Calogero
- Ersilia
- Anema e core
- Il sogno di Olga
- Il sogno di Olga (Reprise)
- Melina
- Muro contro muro
- Nella
- Onore e rispetto (Versione drammatica)
- Tammorriata criminale
- Tema di Tonio

### L'onore e il rispetto - Parte seconda
- L'Onore e il rispetto parte seconda
- Rodolfo
- La cupola
- Hotel Roma
- Funerale
- Al mercato
- Tonio e Carmela
- Sicilianesca
- Torbido segreto
- Senza via di scampo
- Tonio e Melina
- Rimpianti
- Fantasmi del passato
- L'onore sopra tutto

### L'onore e il rispetto - Parte terza
- Onore e rispetto (Extended Version)
- Elegia
- Il burattinaio
- Nuova York
- Vento di Sirenuse
- Tripolina

### L'onore e il rispetto - Parte quarta
- Fra la vita e la morte
- Giallo e passione
- Negli occhi di Andra
- Canto dell'anima nera
- Redenzione
- Arrusi
- Sospetti fondati
- Tensione oltreoceano
- Infido
- Un amore puro
- Rapimento
- Rivelazioni e vendette
- Trappole
- Tormenti

### L'onore e il rispetto - Ultimo capitolo
- L'onore e il rispetto (Ultimo capitolo)
- Passione travolgente
- Visioni
- Antonia
- Amori tristi
- Tormenti di monaca
- La morte di Carmela
- Tonio dimentica tutto

## Produzione
La serie è basata su un soggetto originale di Teodosio Losito ed è stata prodotta per cinque stagioni dal 2006 al 2017. Si sono alternate due diverse case di produzione: Janus International nella prima e nella seconda stagione; Ares Film nella terza, quarta e quinta stagione.

### Doppiaggio
Le seguenti informazioni si riferiscono a tutte le stagioni ad eccezione della prima:
- Edizione italiana: Sandro Fedele (Mediaset)
- Doppiaggio: SEFIT-CDC / CDC Sefit Group
- Sonorizzazione: Elettronica Sincrostudio (st. 2), CDC Sefit Group (st. 3-5)
- Dialoghi italiani: Paolo Modugno, Mauro Trentini, Alessandro Rossi, Eleonora De Angelis, Rossella Acerbo, Massimiliano Virgilii, Marco Mete, Valerio Piccolo
- Direzione del doppiaggio: Michele Gammino, Roberto Chevalier, Filippo Ottoni, Marco Mete, Angelo Nicotra

## Inesattezze
- La prima stagione è ambientata nel 1956 e nella prima puntata viene mostrata quella che poi sarà la scena finale in cui la voce fuori campo del protagonista afferma di ritornare a dieci anni prima per capire come si sia giunti fino a lì, facendo intendere che essa si sia poi svolta nel 1966 ma ciò è smentito dal fatto che durante le puntate negli uffici della polizia venga mostrato un ritratto di Antonio Segni, presidente della repubblica fino al 1964 e nella prima puntata della seconda stagione un flashback la collochi al 1969.
- La tomba della madre di Tonio viene posta nella prima stagione in un cimitero di Torino, città in cui è deceduta, per poi essere mostrata nella quinta stagione in un cimitero in Sicilia presentando inoltre differenze nel nome e nella data di nascita; infatti nella prima stagione la tomba è a nome di Ersilia Contegno nata nel 1898 mentre nella quinta diventa Ersilia Romeo nata il 22 novembre 1913 che dunque al momento della morte nel 1958 avrebbe avuto solo 45 anni.
- Le date di nascita dei protagonisti sono tutte fissate posteriormente tra il 1938 e il 1942 che dunque nella prima stagione avrebbero dovuto essere tutti poco più che adolescenti.
- Antonia, la figlia del protagonista, essendo nata nel corso della prima stagione tra il 1958 e il 1962 dovrebbe essere solo un'adolescente nelle stagioni successive ma nonostante ciò nell'ultima stagione, ambientata nel 1972, viene mostrata come una adulta in grado addirittura di guidare.
- Alla fine della prima stagione vengono arrestati don Rosario Liberati e il banchiere Squisito; i due diventano entrambi collaboratori di giustizia ma quest'ultimo però, pur essendo uscito indenne da un attentato nei suoi confronti, non verrà più menzionato e nella seconda stagione l'unico testimone del processo contro la mafia ad essere ucciso sarà soltanto Liberati.
- Il padrino della cupola Patrono viene chiamato Nino nella seconda stagione e si afferma che abbia due figli maschi; nella terza invece verrà chiamato Nunzio e avrà un solo figlio.
- Nella terza stagione viene spiegato che Rodolfo Di Venanzio uccise Santi perché autorizzato da don Saro Ferlito, padrino al di sopra degli altri, ma in realtà nella seconda stagione quando avvennero i fatti la trama fu proprio incentrata sul fatto che Rodolfo avesse agito senza l'autorizzazione degli altri capicosca e quando quest'ultimi gli ordinarono di costituirsi lui diventò latitante.
- Nella quinta puntata della seconda stagione viene mostrata Donna Rosangela che brucia interamente il fascicolo su Tonio per liberarsi di ogni prova prima di suicidarsi; nonostante ciò nella puntata successiva il suo autista Beniamino consegna proprio questo fascicolo a Fortunato ed è lui a bruciarlo per sbarazzarsene.
- Nella quarta stagione il padrino italo-americano don Salvo Lo Pizzo viene presentato come nonno di suo nipote Egidio per poi diventare suo zio nella quinta stagione.
- Il segretario della giudice De Santis viene prima chiamato Giovanni La Rosa nella seconda stagione, poi Luigi De Rosa nella terza e quarta stagione e infine Francesco De Rosa nella quinta.

## Curiosità
- L'attore e doppiatore Michele Gammino ha allo stesso tempo interpretato e doppiato due personaggi diversi: ha infatti doppiato l'attore americano Paul Sorvino nella seconda stagione ed ha interpretato il padrino della cupola Veneziani nella terza.
- Emanuela Rossi ha doppiato due personaggi diversi nelle ultime tre stagioni: nella terza stagione doppia Jennifer O'Neill, mentre nella quarta e quinta stagione doppia l'ispettrice Daria Bertolaso.

## Remake
Tra il 2014 e il 2015 in Turchia venne realizzato il remake Şeref Meselesi con protagonista Kerem Bürsin della sola e unica prima stagione, cambiandone il finale rendendo così un'unica serie.